# Pomniki przyrody w gminie Osie
Na terenie gminy Osie, w powiecie świeckim, w województwie kujawsko-pomorskim znajduje się 67 pomników przyrody w tym 63 przyrody ożywionej i 4 nieożywionej. Jest to największa liczba pomników w województwie.
Wśród nich wyróżniono 6 alej przydrożnych, 1 aleję śródleśną, 23 grupy drzew, 33 pojedyncze drzewa i 4 głazy narzutowe. Struktura gatunkowa jest zróżnicowana z przewagą dębów szypułkowych i lip drobnolistnych.
Na uwagę zasługują: aleja jałowców pospolitych w Łążku, dąb szypułkowy o obwodzie 625 cm w Tleniu, wiąz szypułkowy o obwodzie 445 cm w leśnictwie Wygoda, jesion wyniosły o obwodzie 365 cm w leśnictwie Orli Dwór, głaz narzutowy o obwodzie 1250 cm przy moście kolejowym w Tleniu oraz jarzęby brekinie na terenie gminy.
Prawne zestawienie pomników przyrody w gminie prezentuje się następująco:
| Nr  | Lokalizacja | Forma             | Nazwa                                                                                     | Sztuk | Obwody przy powołaniu [cm]                     | Akt prawny                                                                     | Zdjęcie |
| 1.  | Łążek koło cmentarza                                                                                              | grupa drzew       | 9 sosen zwyczajnych                                                                       | 9     | od 136 do 356                                  | Rozporządzenie nr 36/95 Wojewody Bydgoskiego z dnia 14 lutego 1995 roku        |         |
| 2.  | przy drodze Łążek-Sarnia Góra                                                                                     | pojedyncze drzewo | jałowiec pospolity                                                                        | 1     | 37                                             | Rozporządzenie nr 11/91 Wojewody Bydgoskiego z dnia 1 lipca 1991 roku          |         |
| 3.  | Łążek droga za cmentarzem                                                                                         | aleja przydrożna  | 200 jałowców pospolitych                                                                  | 200   | b.d.                                           | Rozporządzenie nr 36/95 Wojewody Bydgoskiego z dnia 14 lutego 1995 roku        |         |
| 4.  | Grabowa Buchta | aleja przydrożna  | 87 dębów szypułkowych                                                                     | 87    | od 144 do 305                                  | Rozporządzenie nr 11/91 Wojewody Bydgoskiego z dnia 1 lipca 1991 roku          |         |
| 5.  | Grabowa Buchta leśnictwo Zajęczy Kąt oddz. 328a                                                                   | aleja śródleśna   | 19 lip drobnolistnych                                                                     | 19    | od 171 do 480                                  | Rozporządzenie nr 11/91 Wojewody Bydgoskiego z dnia 1 lipca 1991 roku          |         |
| 6.  | Żur-Osie | aleja przydrożna  | 191 dębów szypułkowych                                                                    | 191   | od 150 do 337                                  | Rozporządzenie nr 11/91 Wojewody Bydgoskiego z dnia 1 lipca 1991 roku          |         |
| 7.  | droga dojazdowa do Rolniczo-Handlowej Spółdzielni Produkcyjnej w Osiu                                             | grupa drzew       | 2 lipy drobnolistne                                                                       | 2     | 330, 340                                       | Rozporządzenie nr 11/91 Wojewody Bydgoskiego z dnia 1 lipca 1991 roku          |         |
| 8.  | Osie cmentarz katolicki                                                                                           | pojedyncze drzewo | dąb szypułkowy                                                                            | 1     | 425                                            | Rozporządzenie nr 11/91 Wojewody Bydgoskiego z dnia 1 lipca 1991 roku          |         |
| 9.  | Osie droga w pobliżu posterunku policji, droga w kierunku Starego Tartaku                                         | aleja przydrożna  | 19 lip drobnolistnych, klon zwyczajny                                                     | 20    | od 212 do 388 213                              | Rozporządzenie nr 305/93 Wojewody Bydgoskiego z dnia 26 października 1993 roku |         |
| 10. | przy siedzibie Nadleśnictwa Osie                                                                                  | głaz narzutowy    | głaz narzutowy                                                                            | 1     | 460                                            | Rozporządzenie nr 36/95 Wojewody Bydgoskiego z dnia 14 lutego 1995 roku        |         |
| 11. | Radańska przy drodze Osie-Stara Rzeka                                                                             | pojedyncze drzewo | jarząb brekinia                                                                           | 1     | 165                                            | Rozporządzenie nr 11/91 Wojewody Bydgoskiego z dnia 1 lipca 1991 roku          |         |
| 12. | Tleń przy moście kolejowym, po jego wschodniej stronie                                                            | głaz narzutowy    | głaz narzutowy                                                                            | 1     | 1230                                           | Rozporządzenie nr 11/91 Wojewody Bydgoskiego z dnia 1 lipca 1991 roku          |         |
| 13. | Radańska, przy drodze                                                                                             | pojedyncze drzewo | lipa drobnolistna                                                                         | 1     | 362                                            | Rozporządzenie nr 18/92 Wojewody Bydgoskiego z dnia 8 czerwca 1992 roku        |         |
| 14. | Radańska, leśnictwo Osie oddz. 224b                                                                               | pojedyncze drzewo | świerk pospolity                                                                          | 1     | 220                                            | Rozporządzenie nr 322/95 Wojewody Bydgoskiego z dnia 29 grudnia 1995 roku      |         |
| 15. | Tleń | pojedyncze drzewo | dąb szypułkowy                                                                            | 1     | 625                                            | Rozporządzenie nr 11/91 Wojewody Bydgoskiego z dnia 1 lipca 1991 roku          |         |
| 16. | Tleń leśnictwo Nowa Rzeka oddz. 132a w pobliżu restauracji „Samotna nad Wdą”                                      | pojedyncze drzewo | dąb szypułkowy                                                                            | 1     | 420                                            | Rozporządzenie nr 322/95 Wojewody Bydgoskiego z dnia 29 grudnia 1995 roku      |         |
| 17. | przy drodze Tleń-Brzemiona                                                                                        | aleja przydrożna  | 49 klonów zwyczajnych, 96 lip drobnolistnych, dąb szypułkowy                              | 146   | od 140 do 300 od 190 do 390, 155               | Rozporządzenie nr 11/91 Wojewody Bydgoskiego z dnia 1 lipca 1991 roku          |         |
| 18. | Wierzchy ośrodek wczasowy                                                                                         | grupa drzew       | 13 dębów szypułkowych 4 cisy pospolite, buk zwyczajny, lipa drobnolistna, sosna zwyczajna | 20    | od 145 do 315 krzew, 120, 130, 135 295 450 230 | Rozporządzenie nr 11/91 Wojewody Bydgoskiego z dnia 1 lipca 1991 roku          |         |
| 19. | Wierzchy ośrodek wczasowy                                                                                         | grupa drzew       | 2 kasztanowce zwyczajne                                                                   | 2     | 285 i 295                                      | Rozporządzenie nr 305/93 Wojewody Bydgoskiego z dnia 26 października 1993 roku |         |
| 20. | Wierzchy leśnictwo Zalesie oddz. 215g                                                                             | pojedyncze drzewo | lipa drobnolistna                                                                         | 1     | 440                                            | Rozporządzenie nr 36/95 Wojewody Bydgoskiego z dnia 14 lutego 1995 roku        |         |
| 21. | Żur przy upuście awaryjnym zapory                                                                                 | głaz narzutowy    | głaz narzutowy                                                                            | 1     | 770                                            | Rozporządzenie nr 11/91 Wojewody Bydgoskiego z dnia 1 lipca 1991 roku          |         |
| 22. | leśnictwo Nowa Rzeka oddz. 54d, skarpa Wdy                                                                        | grupa drzew       | 16 lip drobnolistnych                                                                     | 16    | od 86 do 140                                   | Rozporządzenie nr 11/91 Wojewody Bydgoskiego z dnia 1 lipca 1991 roku          |         |
| 23. | leśnictwo Nowa Rzeka oddz. 172d                                                                                   | grupa drzew       | 2 dęby szypułkowe                                                                         | 2     | 318 i 400                                      | Rozporządzenie nr 11/91 Wojewody Bydgoskiego z dnia 1 lipca 1991 roku          |         |
| 24. | leśnictwo Nowa Rzeka oddz. 172d przy placu Zagórskiego                                                            | pojedyncze drzewo | dąb szypułkowy                                                                            | 1     | 540                                            | Rozporządzenie nr 11/91 Wojewody Bydgoskiego z dnia 1 lipca 1991 roku          |         |
| 25. | leśnictwo Nowa Rzeka oddz. 17b, skarpa Wdy                                                                        | grupa drzew       | 9 lip drobnolistnych                                                                      | 9     | od 145 do 310                                  | Rozporządzenie nr 11/91 Wojewody Bydgoskiego z dnia 1 lipca 1991 roku          |         |
| 26. | leśnictwo Nowa Rzeka 172f prawa strona placu Zagórskiego                                                          | pojedyncze drzewo | dąb szypułkowy                                                                            | 1     | 407                                            | Rozporządzenie nr 36/95 Wojewody Bydgoskiego z dnia 14 lutego 1995 roku        |         |
| 27. | leśnictwo Stara Rzeka oddz. 46d, „Podcięty”                                                                       | pojedyncze drzewo | dąb szypułkowy                                                                            | 1     | 350                                            | Rozporządzenie nr 36/95 Wojewody Bydgoskiego z dnia 14 lutego 1995 roku        |         |
| 28. | leśnictwo Pohulanka oddz. 340x w pobliżu mostu drogowego                                                          | grupa drzew       | 4 dęby szypułkowe                                                                         | 4     | 290, 350, 410                                  | Rozporządzenie nr 11/91 Wojewody Bydgoskiego z dnia 1 lipca 1991 roku          |         |
| 29. | leśnictwo Pohulanka 340j przy leśniczówce Pohulanka na lewym brzegu Wdy                                           | pojedyncze drzewo | jarząb brekinia                                                                           | 1     | 118                                            | Rozporządzenie nr 11/91 Wojewody Bydgoskiego z dnia 1 lipca 1991 roku          |         |
| 30. | Pohulanka leśnictwo Pohulanka oddz. 312b, lewy brzeg Wdy                                                          | grupa drzew       | 6 dębów szypułkowych                                                                      | 6     | 230, 320, 323, 324, 422, 423                   | Rozporządzenie nr 36/95 Wojewody Bydgoskiego z dnia 14 lutego 1995 roku        |         |
| 31. | leśnictwo Orli Dwór oddz. 70d w rezerwacie Brzęki                                                                 | pojedyncze drzewo | cis pospolity                                                                             | 1     | 42                                             | Rozporządzenie nr 11/91 Wojewody Bydgoskiego z dnia 1 lipca 1991 roku          |         |
| 32. | leśnictwo Orli Dwór oddz. 71d w rezerwacie Brzęki                                                                 | grupa drzew       | 8 daglezji zielonych                                                                      | 8     | od 100 do 240                                  | Rozporządzenie nr 305/93 Wojewody Bydgoskiego z dnia 26 października 1993 roku |         |
| 33. | leśnictwo Orli Dwór oddz. 185d, przy drodze                                                                       | pojedyncze drzewo | dąb szypułkowy                                                                            | 1     | 455                                            | Rozporządzenie nr 305/93 Wojewody Bydgoskiego z dnia 26 października 1993 roku |         |
| 34. | leśnictwo Osie oddz. 201d prawe zbocze zalewu Żur                                                                 | grupa drzew       | dąb szypułkowy, 2 sosny zwyczajne                                                         | 3     | 465 232, 225                                   | Rozporządzenie nr 11/91 Wojewody Bydgoskiego z dnia 1 lipca 1991 roku          |         |
| 35. | leśnictwo Osie oddz. 289c w pobliżu jeziora Czerno                                                                | pojedyncze drzewo | sosna zwyczajna                                                                           | 1     | 318                                            | Rozporządzenie nr 11/91 Wojewody Bydgoskiego z dnia 1 lipca 1991 roku          |         |
| 36. | leśnictwo Osie oddz. 290b                                                                                         | pojedyncze drzewo | dąb szypułkowy                                                                            | 1     | 540                                            | Rozporządzenie nr 11/91 Wojewody Bydgoskiego z dnia 1 lipca 1991 roku          |         |
| 37. | leśnictwo Osie oddz. 289d skraj polany                                                                            | pojedyncze drzewo | dąb szypułkowy                                                                            | 1     | 550                                            | Rozporządzenie nr 11/91 Wojewody Bydgoskiego z dnia 1 lipca 1991 roku          |         |
| 38. | leśnictwo Wygoda 125g lewa skarpa Wdy                                                                             | grupa drzew       | 10 dębów szypułkowych                                                                     | 10    | od 200 do 360                                  | Rozporządzenie nr 11/91 Wojewody Bydgoskiego z dnia 1 lipca 1991 roku          |         |
| 39. | leśnictwo Wygoda oddz. 126c i 127h, lewa skarpa Wdy                                                               | grupa drzew       | 24 świerków pospolitych, 2 sosny zwyczajne, 14 dębów szypułkowych                         | 40    | od 150 do 220 180 i 210 od 260 do 370          | Rozporządzenie nr 11/91 Wojewody Bydgoskiego z dnia 1 lipca 1991 roku          |         |
| 40. | leśnictwo Wygoda oddz. 129j „Bonawenture” prawa skarpa Prusinki w pobliżu ośrodka wypoczynkowo-sportowego GEOVITA | pojedyncze drzewo | dąb szypułkowy                                                                            | 1     | 550                                            | Rozporządzenie nr 305/93 Wojewody Bydgoskiego z dnia 26 października 1993 roku |         |
| 41. | przy drodze Żur-Spławie                                                                                           | aleja przydrożna  | 95 lip drobnolistnych, 44 klonów jaworów, 11 klonów zwyczajnych                           | 150   | b.d.                                           | Rozporządzenie nr 18/92 Wojewody Bydgoskiego z dnia 8 czerwca 1992 roku        |         |
| 42. | przy drodze Żur-Osie                                                                                              | pojedyncze drzewo | jałowiec pospolity                                                                        | 1     | 50                                             | Rozporządzenie nr 11/91 Wojewody Bydgoskiego z dnia 1 lipca 1991 roku          |         |
| 43. | Brzeziny 37 | pojedyncze drzewo | dąb szypułkowy                                                                            | 1     | 275                                            | Rozporządzenie nr 305/93 Wojewody Bydgoskiego z dnia 26 października 1993 roku |         |
| 44. | Brzeziny 45 | pojedyncze drzewo | jesion wyniosły                                                                           | 1     | 245                                            | Rozporządzenie nr 305/93 Wojewody Bydgoskiego z dnia 26 października 1993 roku |         |
| 45. | Brzeziny droga do przysiółka Rumlady                                                                              | grupa drzew       | 5 jałowców pospolitych                                                                    | 5     | od 25 do 55                                    | Rozporządzenie nr 305/93 Wojewody Bydgoskiego z dnia 26 października 1993 roku |         |
| 46. | Brzeziny przy budynku dawnej szkoły podstawowej                                                                   | grupa drzew       | dąb szypułkowy, lipa drobnolistna                                                         | 2     | 330 257                                        | Rozporządzenie nr 305/93 Wojewody Bydgoskiego z dnia 26 października 1993 roku |         |
| 47. | Jaszcz park dworski                                                                                               | grupa drzew       | 3 lipy drobnolistne, dąb szypułkowy, 2 dęby szypułkowe stożkowe, żywotnik olbrzymi        | 7     | 327, 345, 372 318 180, 203 143                 | Rozporządzenie nr 305/93 Wojewody Bydgoskiego z dnia 26 października 1993 roku |         |
| 48. | Miedzno skrzyżowanie dróg                                                                                         | pojedyncze drzewo | lipa drobnolistna                                                                         | 1     | 380                                            | Rozporządzenie nr 305/93 Wojewody Bydgoskiego z dnia 26 października 1993 roku |         |
| 49. | Miedzno leśnictwo Orli Dwór oddz. 285c przy drodze Osie-Warlubie                                                  | pojedyncze drzewo | lipa drobnolistna                                                                         | 1     | 310                                            | Rozporządzenie nr 322/95 Wojewody Bydgoskiego z dnia 29 grudnia 1995 roku      |         |
| 50. | leśnictwo Dębowiec oddz. 34A m przy dawnej leśniczówce Dębowiec                                                   | grupa drzew       | 2 dęby szypułkowe, buk zwyczajny                                                          | 3     | 247, 310 320                                   | Rozporządzenie nr 305/93 Wojewody Bydgoskiego z dnia 26 października 1993 roku |         |
| 51. | leśnictwo Smolarnia oddz. 202h                                                                                    | grupa drzew       | 21 sosen zwyczajnych                                                                      | 21    | od 166 do 245                                  | Rozporządzenie nr 305/93 Wojewody Bydgoskiego z dnia 26 października 1993 roku |         |
| 52. | leśnictwo Zajęczy Kąt oddz. 211i, „Wielki Łowczy”                                                                 | pojedyncze drzewo | dąb szypułkowy                                                                            | 1     | 460                                            | Rozporządzenie nr 305/93 Wojewody Bydgoskiego z dnia 26 października 1993 roku |         |
| 53. | Stara Rzeka | pojedyncze drzewo | lipa drobnolistna                                                                         | 1     | 290                                            | Rozporządzenie nr 36/95 Wojewody Bydgoskiego z dnia 14 lutego 1995 roku        |         |
| 54. | Stara Rzeka przy leśniczówce Stara Rzeka                                                                          | pojedyncze drzewo | dąb szypułkowy                                                                            | 1     | 340                                            | Rozporządzenie nr 322/95 Wojewody Bydgoskiego z dnia 29 grudnia 1995 roku      |         |
| 55. | leśnictwo Nowa Rzeka oddz. 17b, prawa skarpa Wdy                                                                  | grupa drzew       | 2 dęby szypułkowe                                                                         | 2     | 320, 340                                       | Rozporządzenie nr 36/95 Wojewody Bydgoskiego z dnia 14 lutego 1995 roku        |         |
| 56. | leśnictwo Nowa Rzeka oddz. 123m                                                                                   | pojedyncze drzewo | lipa drobnolistna                                                                         | 1     | 370                                            | Rozporządzenie nr 322/95 Wojewody Bydgoskiego z dnia 29 grudnia 1995 roku      |         |
| 57. | Starnie leśnictwo Dębowiec oddz. 339i                                                                             | grupa drzew       | 3 dęby szypułkowe                                                                         | 3     | 324, 332. 350                                  | Rozporządzenie nr 36/95 Wojewody Bydgoskiego z dnia 14 lutego 1995 roku        |         |
| 58. | leśnictwo Zalesie oddz. 238g                                                                                      | głaz narzutowy    | głaz narzutowy                                                                            | 1     | 800                                            | Rozporządzenie nr 36/95 Wojewody Bydgoskiego z dnia 14 lutego 1995 roku        |         |
| 59. | Wałkowiska leśnnictwo Osie oddz. 291F                                                                             | pojedyncze drzewo | dąb szypułkowy                                                                            | 1     | 440                                            | Rozporządzenie nr 36/95 Wojewody Bydgoskiego z dnia 14 lutego 1995 roku        |         |
| 60. | Szarlata leśnictwo Wygoda oddz. 79m                                                                               | pojedyncze drzewo | lipa drobnolistna                                                                         | 1     | 320                                            | Rozporządzenie nr 36/95 Wojewody Bydgoskiego z dnia 14 lutego 1995 roku        |         |
| 61. | Wygoda leśnictwo oddz. 107a lewy brzeg Prusinki niedaleko leśniczówki Wygoda                                      | pojedyncze drzewo | wiąz szypułkowy                                                                           | 1     | 445                                            | Rozporządzenie nr 36/95 Wojewody Bydgoskiego z dnia 14 lutego 1995 roku        |         |
| 62. | Wygoda leśnictwo oddz. 109c                                                                                       | grupa drzew       | sosna zwyczajna, dąb szypułkowy                                                           | 2     | 265 360                                        | Rozporządzenie nr 36/95 Wojewody Bydgoskiego z dnia 14 lutego 1995 roku        |         |
| 63. | Czarna Woda leśnictwo Wygoda oddz. 125k                                                                           | grupa drzew       | sosna zwyczajna, klon jawor, 3 dęby szypułkowe                                            | 5     | 250 245 336, 353, 410                          | Rozporządzenie nr 36/95 Wojewody Bydgoskiego z dnia 14 lutego 1995 roku        |         |
| 64. | Zajęczy Kąt leśnictwo Zajęczy Kąt oddz. 343g                                                                      | pojedyncze drzewo | dąb szypułkowy                                                                            | 1     | 395                                            | Rozporządzenie nr 36/95 Wojewody Bydgoskiego z dnia 14 lutego 1995 roku        |         |
| 65. | Grzybek leśnictwo Zalesie oddz. 224c gminne kąpielisko                                                            | grupa drzew       | lipa drobnolistna, dąb szypułkowy                                                         | 2     | 261 330                                        | Rozporządzenie nr 322/95 Wojewody Bydgoskiego z dnia 29 grudnia 1995 roku      |         |
| 66. | Grzybek leśnictwo Zalesie oddz. 224d                                                                              | pojedyncze drzewo | lipa drobnolistna                                                                         | 1     | 296                                            | Rozporządzenie nr 322/95 Wojewody Bydgoskiego z dnia 29 grudnia 1995 roku      |         |
| 67. | Orli Dwór leśnictwo Orli Dwór oddz. 214g przy leśniczówce Orli Dwór                                               | pojedyncze drzewo | jesion wyniosły                                                                           | 1     | 365                                            | Rozporządzenie nr 322/95 Wojewody Bydgoskiego z dnia 29 grudnia 1995 roku      |         |

Zniesione pomniki przyrody:
| Nr | Lokalizacja                                                           | Forma             | Nazwa                         | Sztuk | Obwody przy powołaniu i zniesieniu [cm] | Rok powołania | Rok zniesienia | Zdjęcie |
| 1  | Miedzno 35 dawna szkoła podstawowa                                    | pojedyncze drzewo | lipa drobnolistna             | 1     | 380                                     | 1993          | 2016           |         |
| 2  | Żur przy dawnej szkole podstawowej                                    | pojedyncze drzewo | lipa drobnolistna             | 1     | 374 – 426                               | 1995          | 2017           |         |
| 3. | Grzybek leśnictwo Zalesie oddz. 224f ośrodek wypoczynkowo-szkoleniowy | grupa drzew       | jesion wyniosły robinia biała | 2     | b.d. 332 – b.d.                         | 1995          | 2018           |         |
| 4. | Grzybek leśnictwo Zalesie oddz. 224f ośrodek wypoczynkowo-szkoleniowy | grupa drzew       | 2 lipy drobnolistne           | 2     | 261, 300 – b.d.                         | 1995          | 2019           |         |